# Centaurea leucadea
Il fiordaliso di Leuca (Centaurea leucadea Lacaita, 1925) è una pianta angiosperma dicotiledone della famiglia delle Asteraceae, endemica della penisola salentina.

## Descrizione
Questa pianta presenta notevoli somiglianze con la Centaurea cineraria. Il fusto e le foglie sono ricoperti da una fitta peluria biancastra. I fiori sono riuniti in grossi capolini color porpora. La forma biologica è camefita suffruticosa (Ch suffr), sono piante perenni e legnose alla base, con gemme svernanti poste ad un'altezza dal suolo tra i 2 ed i 30 cm (le porzioni erbacee seccano annualmente e rimangono in vita soltanto le parti legnose). L'altezza della pianta varia da 3 - 5 dm.
Le foglie in genere sono picciolate (quelle basali) e sessili (quelle cauline). Lungo il caule sono disposte in modo alterno. La lamina delle foglie inferiori è divisa in segmenti (contorno della foglia: 2-pennatosetta) oblanceolato-spatolati e arrotondati all'apice. Le foglie superiori sono 1-2-pennatosette. Dimensione dei segmenti: larghezza 2 – 4 mm; lunghezza 8 – 18 mm.
Le infiorescenze (composte da capolini) sono scapose  o di tipo corimboso. I capolini, discoidi e omogami, sono formati da un involucro a forma ovoidea composto da brattee (o squame) disposte su più serie all'interno delle quali un ricettacolo fa da base ai fiori. Le squame dell'involucro, di tipo fogliaceo o membranoso, sono disposte in modo embricato e scalato; all'apice possiedono delle appendici colorate di paglierino o ruggine chiara e terminanti in ciglia lunghe 1,5 – 3 mm. Il ricettacolo, provvisto di pagliette a protezione della base dei fiori, può essere rivestito di pula (come il chicco del grano o del riso), oppure può essere setoloso, raramente è nudo (senza pagliette). Diametro dell'involucro: 10 mm.
I fiori in genere sono tubulosi (del tipo actinomorfi), e sono tetra-ciclici (ossia sono presenti 4 verticilli: calice – corolla – androceo – gineceo) e pentameri (ogni verticillo ha 5 elementi). I fiori sono inoltre ermafroditi e fertili. Molto raramente sono presenti dei fiori periferici radiati e sterili.
- Formula fiorale:

- /x K {\displaystyle \infty }, [C (5), A (5)], G 2 (infero), achenio

- Calice: i sepali del calice sono ridotti ad una coroncina di squame.
- Corolla: la corolla in genere è colorata di porpora (ma anche rosso, rosa, violetto, bianco e raramente giallo) ed è formata da un tubo terminante in 5 lobi.
- Androceo: gli stami sono 5 con filamenti liberi, papillosi o raramente glabri e distinti, mentre le antere sono saldate in un manicotto (o tubo) circondante lo stilo.[11] Le antere in genere hanno una forma sagittata con base caudata. Il polline normalmente è tricolporato a forma sferica o schiacciata ai poli.
- Gineceo: lo stilo è filiforme con due stigmi divergenti. L'ovario è infero uniloculare formato da 2 carpelli. L'ovulo è unico e anatropo.
- Fioritura: da giugno a luglio.

Il frutto è un achenio con un pappo. Le forme dell'achenio possono essere obovoidi-fusiformi, compresse lateralmente, con areole a inserzione diritta o laterale-abassiale. Il pericarpo dell'achenio possiede delle sclerificazioni radiali spesso provviste di protuberanze. Il pappo è inserito su una piastra apicale all'interno di una anello di tessuto parenchimatico. Le setole del pappo, lunghe come l'achenio, sono disposte su una o più serie e sono decidue come un pezzo unico e si presentano barbate o piumate.

## Biologia
- Impollinazione: l'impollinazione avviene tramite insetti (impollinazione entomogama tramite farfalle diurne e notturne).
- Riproduzione: la fecondazione avviene fondamentalmente tramite l'impollinazione dei fiori (vedi sopra).
- Dispersione: i semi (gli acheni) cadendo a terra sono successivamente dispersi soprattutto da insetti tipo formiche (disseminazione mirmecoria). In questo tipo di piante avviene anche un altro tipo di dispersione: zoocoria. Infatti gli uncini delle brattee dell'involucro si agganciano ai peli degli animali di passaggio disperdendo così anche su lunghe distanze i semi della pianta.

## Distribuzione e habitat
- Geoelemento: il tipo corologico (area di origine) è Endemico.
- Distribuzione: è una specie molto rara tipica della flora rupestre, la cui distribuzione è circoscritta alla fascia costiera tra il Capo di Leuca e Tricase (Salento).
- Habitat:  l'habitat preferito per queste piante le rupi calcaree strapiombanti.
- Distribuzione altitudinale: sui rilievi, in Italia, queste piante si possono trovare fino a 100 m s.l.m..

### Fitosociologia: areale italiano
Per l'areale completo italiano Centaurea leucadea appartiene alla seguente comunità vegetale:
Macrotipologia: vegetazione casmofitica, glareicola ed epifitica.
Classe: Asplenietea trichomanis (Br.-Bl. in Meier & Br.-Bl. 1934) Oberdorfer, 1977
Ordine: Centaurea kartschianae-Campanuletalia pyramidalis Trinajstić ex Di Pietro & Wagensommer, 2008
Alleanza: c Di Pietro & Wagensommer, 2008
Descrizione: l'alleanza Campanulo versicoloris-Dianthion japigici è relativa alle comunità rupestri che si sviluppano sulle rocce calcaree limitatamente alle aree costiere del Salento e delle Murge. Questa comunità è caratterizzate da numerosi endemismi che hanno un ruolo pioniero, anche se hanno scarsissima probabilità evolutiva.
Specie presenti nell'associazione: Scrophularia lucida, Campanula versicolor, Aurinia leucadea, Aurinia saxatilis, Centaurea brulla, Dianthus japigicus, Centaurea japygica, Centaurea leucadea, Centaurea tenacissima, Centaurea nobilis e Carum multiflorum.

## Tassonomia
La famiglia di appartenenza di questa voce (Asteraceae o Compositae, nomen conservandum) probabilmente originaria del Sud America, è la più numerosa del mondo vegetale, comprende oltre 23.000 specie distribuite su 1.535 generi, oppure 22.750 specie e 1.530 generi secondo altre fonti (una delle checklist più aggiornata elenca fino a 1.679 generi). La famiglia attualmente (2021) è divisa in 16 sottofamiglie.
La tribù Cardueae (della sottofamiglia Carduoideae) a sua volta è suddivisa in 12 sottotribù (la sottotribù Centaureinae è una di queste).
Il genere Centaurea elenca oltre 700 specie distribuite in tutto il mondo, delle quali un centinaio sono presenti spontaneamente sul territorio italiano.

### Filogenesi
La classificazione della sottotribù rimane ancora problematica e piena di incertezze. Il genere di questa voce è inserito nel gruppo tassonomico informale Centaurea Group formato dal solo genere Centaurea. La posizione filogenetica di questo gruppo nell'ambito della sottotribù è definita come il "core" della sottotribù; ossia è stato l'ultimo gruppo a divergere intorno ai 10 milioni di anni fa.
La  Centaurea leucadea  appartiene al gruppo delle centauree le cui brattee (o squame) dell'involucro terminano con una appendice decorrente, ossia non è chiaramente separata (tramite una strozzatura) dal corpo sottostante della squama e all'apice è presente una singola spina oppure le brattee sono inermi (In base alla suddivisione proposta da Pignatti). Questa suddivisione comunque è priva di valore tassonomico ma puramente di comodo dato il grande numero di specie spontanee presenti sul territorio italiano.
Questi caratteri sono condivisi con le seguenti specie (sono indicati alcuni caratteri distintivi per ogni specie):
- Centaurea tenorei Guss. ex Lacaita: le piante sono erbacee perenni.
- Centaurea kartschiana Scop.: le piante sono decombenti.
- Centaurea cineraria  L.: le appendici delle brattee sono scure.

Il numero cromosomico di C. leucadea è: 2n = 18.